# Renato Schifani
Renato Maria Giuseppe Schifani, né le 11 mai 1950 à Palerme, est un homme politique italien, président du Sénat de la République de 2008 à 2013.
Avocat de formation, il adhère à la Démocratie chrétienne à la fin des années 1970 avant de se rapprocher de Silvio Berlusconi grâce auquel il est élu sénateur sous les couleurs du parti Forza Italia (FI) en 1996.
Président du groupe FI au Sénat à partir de 2001, il est l'un des hommes de confiance de Berlusconi. Élu président du Sénat par la majorité de droite en 2008, il conserve cette fonction jusqu'au terme de la législature en 2013.
Passé au second plan, il s'éloigne de Silvio Berlusconi pour se rapprocher d'Angelino Alfano et préside le Nouveau Centre-droit un peu moins d'un an durant. En 2016, il adhère de nouveau au parti Forza Italia, refondé trois ans plus tôt par Berlusconi.
Il est président de la Région sicilienne depuis 14 octobre 2022.

## Biographie

### Sénateur de Palerme
Diplômé en droit, marié et père de deux enfants, Renato Schifani débute comme avocat dans le cabinet d'Enrico La Loggia à la fin des années 1970. Une décennie plus tard, il s'engage également dans la Démocratie chrétienne aux côtés de La Loggia, qu'il suit à Forza Italia.
Il est élu sénateur en Sicile à partir de 1996, durant les XIIIe, XIVe, XVe, XVIe et XVIIe législatures, dans la région palermitaine d'Altofonte-Corleone ou dans une circonscription qui l'englobe. En 2001, il succède à La Loggia comme président des sénateurs de Forza Italia, poste qu'il occupe jusqu'en 2008. Depuis 2008 au Peuple de la liberté. Il a été élu sénateur .
Porte son nom la loi approuvée en juin 2003 destinée à bloquer les procès en cours contre Silvio Berlusconi, appelée lodo Schifani, avec pour prétexte de donner l'immunité aux « cinq principales charges de l'État » (même si aucun procès en cours ne concernait les quatre autres). Mais cette loi a été déclarée contraire à la Constitution italienne le 13 janvier 2004,.
Une de ses phrases célèbres a été : « Nous les avons eus ! (Li abbiamo fregati!) », après le vote de la loi dite du « soupçon légitime » qui devait permettre de faire déplacer des procès contre Berlusconi et Cesare Previti de Milan à Brescia, 1er août 2002.
Il a défendu au Parlement la stabilisation de l'article 41bis qui a transformé de façon définitive l'ainsi dénommée « prison dure » (carcere duro) pour les délits de type mafieux (auparavant disposition provisoire). 

### Président du Sénat
Réélu sénateur de Palerme lors du scrutin des 13 et 14 avril 2008, Renato Schifani reçoit le soutien de Silvio Berlusconi pour sa désignation comme candidat de la nouvelle majorité à la présidence du Sénat. Le 29 avril 2008, il est donc élu sans surprise à la présidence de la chambre haute après avoir recueilli 178 suffrages, soit 16 de plus que le quorum nécessaire à l'élection dès le premier tour de 162, et quatre de plus que ceux de la coalition PdL, LN et MPA, face à l'ancienne commissaire européenne Emma Bonino (13 voix) et l'ancien ministre Giuseppe Pisanu (2 voix) ; il devient alors le deuxième personnage de l'État italien, derrière le président de la République, Giorgio Napolitano. 

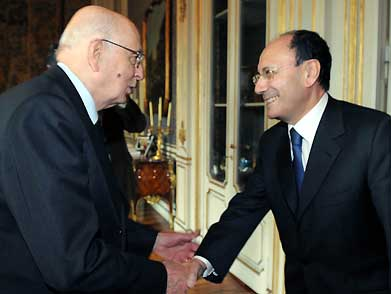
Le président de la République, Giorgio Napolitano, saluant le président du Sénat, Renato Schifani, en 2008, au palais du Quirinal.

Le 10 mai 2008, lors de l'émission Che tempo che fa, animée par Fabio Fazio sur Rai Tre, le journaliste Marco Travaglio a fustigé la décadence des hommes politiques élus à la présidence du Sénat tout en mentionnant les différentes amitiés et les collusions de l'intéressé avec la mafia. Le lendemain Antonio Di Pietro a « exprimé sa solidarité avec Marco Travaglio parce qu'il a été de son devoir de raconter simplement les faits. Des épisodes qui ne peuvent pas être modifiés ou tus seulement parce que, après quelque temps, une personne est devenue présidente du Sénat, et seulement à cause de ça, effacer avec un coup d'éponge son histoire et son passé ». Le surlendemain, c'est au tour de Dario Fo, le prix Nobel de littérature, de commenter : « Ce jaillissement d'indignés [ceux des personnalités politiques de droite comme de gauche] est un prélude à une action qui sera, cette fois-ci, pré-emballée et terrible. Bipartisane. Finalement, la droite et la gauche se retrouvent enfin unies à l'intérieur d'une seule et même culture : celle qui ne supporte pas la satire et la [juste] dénonciation de chaque délit. Pour la première fois, à l'intérieur de presque tout l'arc politique de notre pays, il a été décidé d'imposer le silence, la paix de l'esprit et surtout des idées ».
Le 16 mars 2013, après les élections générales des 24 et 25 février, après deux tours de scrutin infructueux, le président sortant du Sénat se présente à sa propre succession, mais il est défait au quatrième tour de scrutin par le candidat du centre-gauche, Pietro Grasso, élu par 137 suffrages contre 117 à Schifani, grâce à quelques voix de sénateurs du M5S qui n'ont pas suivi la règle fixée par leur parti de voter blanc.

### De Berlusconi à Alfano
Le 19 mars 2013, trois jours après avoir perdu la présidence du Sénat, Renato Schifani est désigné chef du Peuple de la liberté au Sénat. 
Pensant l'aura de Silvio Berlusconi en déclin, l'ancien président du Sénat de la République dit vouloir, le 15 novembre suivant, se démettre de la présidence du groupe des sénateurs PdL pour rejoindre le nouveau mouvement politique du vice-président du Conseil et ministre de l'Intérieur, Angelino Alfano, le Nouveau Centre-droit.
Il revient finalement auprès du Cavaliere, qui lui redonne rapidement sa confiance.

### Président de la région sicilienne
Après la démission du président de la région sicilienne Nello Musumeci en août 2022, des élections régionales se tiennent le 25 septembre 2022 suivant, en même temps que les élections générales italiennes. Opposé à la candidature de Stefania Prestigiacomo voulue par Forza Italia, Ignazio La Russa, négociateur des Frères d'Italie propose le nom de Schifani, accepté par les membres de la coalition. L'alliance de centre droit l'emporte et Schifani devient président de la région le 14 octobre.
Les négociations pour former son gouvernement sont longues et n'aboutissent qu'un mois plus tard. Son choix des assesseurs forzistes (Marco Falcone, Edy Tamajo et Giovanna Volo) sans l'aval de Gianfranco Miccichè, coordinateur régional de FI et président sortant de l'ARS qui visait le poste de la Santé, provoque une scission des députés régionaux en deux groupes parlementaires, l'un avec 9 soutiens du président sous l'égide de Stefano Pellegrino, l'autre présidé par Miccichè composé de quatre parlementaires. Il braque également une partie des Frères d'Italie en nommant les non-élus Francesco Scarpinato et Elena Pagana (épouse de l'ancien conseiller Ruggero Razza) plutôt que les expérimentés Giusi Savarino et Giorgio Assenza. Les tensions dans la majorité permet à l'opposition de faire élire le M5S Di Paola au poste de vice-président de l'Ars.

## Soupçons de proximité mafieuse
En 1979, le cabinet l'intègre dans une société de courtage dans laquelle sont associés l'entrepreneur Benedetto D'Agostino, proche de Vito Ciancimino plus tard condamné pour association de malfaiteurs, et Antonino Mandalà, patron de Villabate et futur membre fondateur de Forza Italia en Sicile.
En 2009, le repenti Gaspare Spatuzza l'accuse d'avoir été proche du chef de Brancaccio. Selon un autre collaborateur de justice, Stefano Lo Verso, chauffeur pour Provenzano, Nicola Mandalà lui aurait déclaré : "Nous avons des politiciens locaux et nationaux entre nos mains. Nous avons l'ami et associé de mon père, Renatino Schifani, Totò Cuffaro et Saverio Romano". En 2014, les poursuites pour complicité extérieure avec la mafia contre lui sont classées.
Il est également poursuivi dans le procès de l'ancien industriel sicilien Antonello Montante pour avoir violé le secret de l'enquête. 

### Autres articles
- Sénat de la République (Italie)
- XVIe législature de la République italienne